# Liste des cathédrales de Damas
Plusieurs confessions chrétiennes ont une cathédrale à Damas en Syrie :
- la cathédrale mariamite se rattache à l’Église orthodoxe d’Antioche ;
- la cathédrale Saint-Georges se rattache à l’Église syriaque orthodoxe ;
- la cathédrale Sainte-Marie-Reine-de-l’Univers se rattache à l’Église catholique arménienne ;
- la cathédrale maronite se rattache à l’Église maronite ;
- la cathédrale Notre-Dame-de-la-Dormition se rattache à l’Église grecque-catholique melkite ;
- la cathédrale Saint-Paul (en) se rattache à l’Église catholique syriaque.